# Брук (Мозель)
Брук (фр. Brouck) — коммуна во французском департаменте Мозель региона Лотарингия. Относится к кантону Буле-Мозель.

## Географическое положение
Брук расположен в 24 км к востоку от Меца. Соседние коммуны: Момерстроф на севере, Нарбефонтен и Обервис на северо-востоке, Бушпорн и Зиммен на востоке, Аллерен и Маранж-Зондранж на юго-востоке, Бьонвиль-сюр-Нье на юго-западе, Банне и Вариз на западе, Эльстроф на северо-западе.

## История
- Деревня входила в бывшее графство де Греанж.
- В 1768 году включена во французское королевство.

## Демография
По переписи 2008 года в коммуне проживало 71 человека.

## Достопримечательности
- Следы древнеримского тракта на северной границе коммуны.